# پیر برونه (قایقران روئینگ)
پیر برونه (فرانسوی: Pierre Brunet‎؛ ۲۷ فوریه ۱۹۰۸ – ۱۲ مه ۱۹۷۹) قایقران روئینگ اهل فرانسه بود.
وی در مسابقات کشوری و بین‌المللی در مجموع برندهٔ ۱ مدال طلا، ۱ مدال برنز شده‌است.